# 다예 대학
다예 대학(大葉大學)은 중화민국 장화에 있는 4년제 사립 대학교이며 1990년에 첫 개교되었다.